# Rafael Suzuki

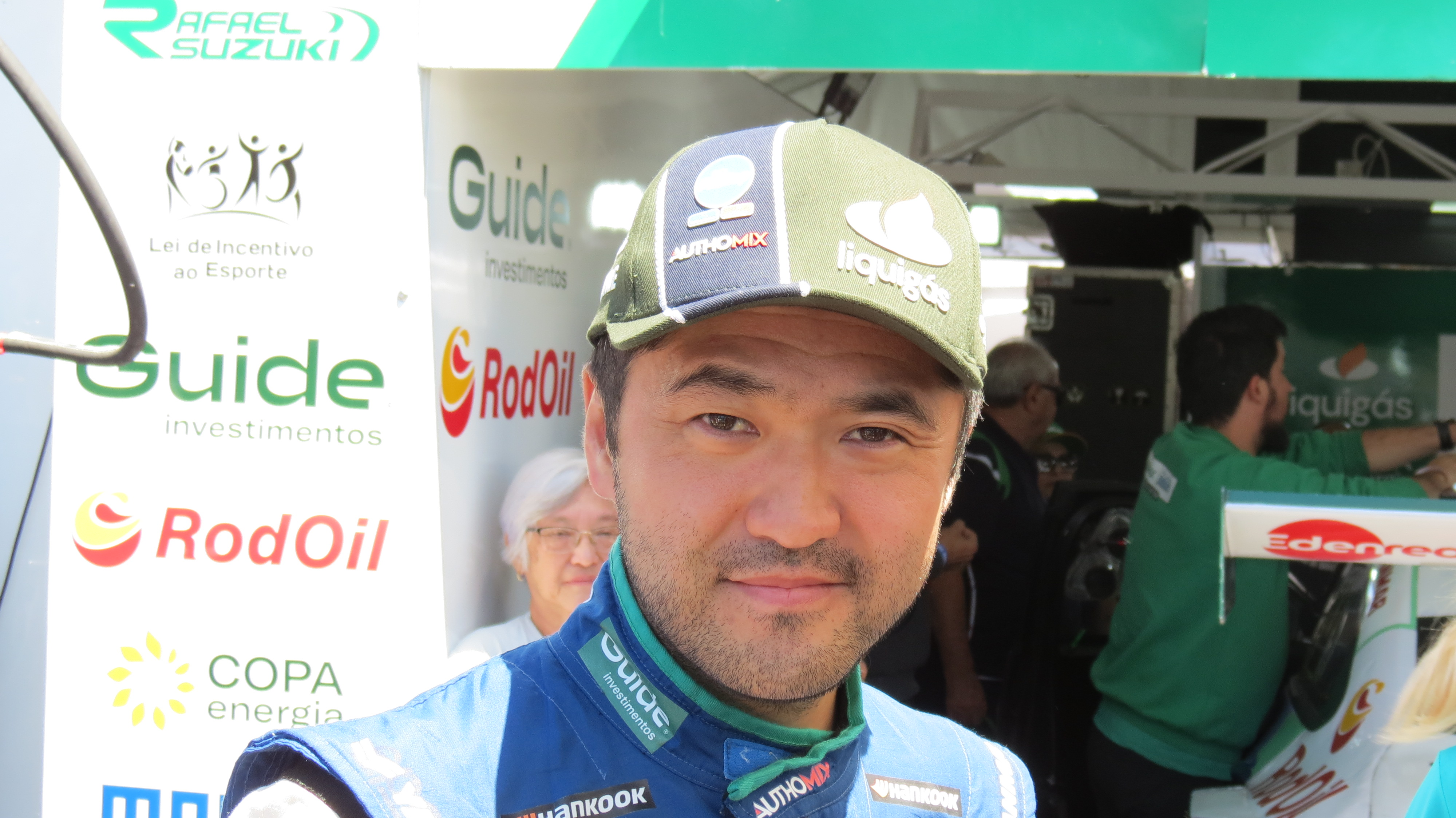
Rafael Suzuki, 2024

Rafael Suzuki (* 13. August 1987 in São Paulo) ist ein brasilianischer Automobilrennfahrer.

## Karriere
Suzuki begann seine Motorsportkarriere 1998 im Kartsport, in dem er bis 2008 aktiv war. Unter anderem gewann er 2006 die südbrasilianische Meisterschaft. 2007 debütierte er im Formelsport und wurde 13. in der südamerikanischen Formel-3-Meisterschaft. Nachdem er im Winter Dritter in der asiatischen Formel 3 geworden war, startete Suzuki 2008 im deutschen Formel-3-Cup. Er stand zweimal als Dritter auf dem Podium und beendete die Saison auf dem siebten Gesamtrang. 2009 blieb er im deutschen Formel-3-Cup und verbesserte sich mit einem zweiten Platz als bestes Resultat auf den vierten Gesamtrang.
2010 wechselte Suzuki in die japanische Formel-3-Meisterschaft zu TOM’S. Während sein Teamkollege Yūji Kunimoto die Meisterschaft gewann, entschied Suzuki drei Rennen für sich und belegte den dritten Platz in der Meisterschaft. Nach einem Jahr Pause kehrte Suzuki 2012 in die japanische Formel-3-Meisterschaft, diesmal für Toda Racing startend, zurück. Suzuki erzielte einen zweiten Platz als bestes Resultat und stand fünfmal auf dem Podium. Darüber hinaus nahm Suzuki 2012 an einem Rennwochenende der Auto GP World Series in Brasilien teil.

## Statistik

### Karrierestationen
| - 1998–2008: Kartsport - 2007: Südamerikanische Formel 3 (Platz 13) - 2007: Formel Sao Paulo (Platz 15) - 2008: Deutsche Formel 3 (Platz 7) | - 2008: Asiatische Formel 3 (Platz 3) - 2009: Deutsche Formel 3 (Platz 4) - 2010: Japanische Formel 3 (Platz 3) | - 2012: Japanische Formel 3 (Platz 6) - 2012: Auto GP (Platz 17) |